# گلمزفورد
گلمزفورد (به انگلیسی: Glemsford) یک روستا و محله مدنی در بریتانیا است که در Babergh واقع شده‌است. گلمزفورد ۳٬۳۸۲ نفر جمعیت دارد.